# LaserWriter
De LaserWriter is een laserprinter met ingebouwde PostScript-interpreter die door Apple Computer verkocht werd van maart 1985 tot februari 1988. Het was een van de eerste laserprinters die beschikbaar was voor het grote publiek.
In combinatie met de wysiwyg-technologie van de Macintosh en publicatiesoftware zoals PageMaker, die tegelijkertijd door Aldus Corporation geïntroduceerd werd, was de LaserWriter een van de belangrijke elementen bij het tot stand komen van de desktop publishing-revolutie.
In januari 1988 werd de LaserWriter opgevolgd door de LaserWriter II-familie.

## Ontwerp
De LaserWriter maakte gebruik van Canon printmechaniek. PostScript is een complete programmeertaal die uitgevoerd moet worden in een geschikte interpreter en vervolgens naar een rasterprogramma moet worden gestuurd, allemaal in de printer. Om dit te ondersteunen beschikte de LaserWriter over een 12 MHz Motorola 68000-processor, 512 KB geheugen en een framebuffer van 1 MB. Daardoor was de LaserWriter bij zijn introductie het product van Apple met de meeste rekenkracht, meer dan de 8 MHz Macintosh. De LaserWriter was dan ook een van de duurste Apple-producten uit die tijd.
Gezien de hoge aankoopprijs van de LaserWriter, een veelvoud van de kostprijs van een matrixprinter, zorgde Apple ervoor dat de printer gedeeld kon worden met meerdere Macintoshes. Omdat LAN-technologie in die tijd complex en duur was ontwikkelde Apple LocalTalk, een eigen netwerktechnologie die op basis van de AppleTalk-protocolstack de LaserWriter met de Macintosh verbond via een RS-422 seriële poort. LocalTalk was langzamer dan de parallelle pc-interface van Centronics, maar liet wel toe om de LaserWriter te delen met verschillende computers.
Dankzij PostScript kon de LaserWriter complexe pagina's printen in hoge resolutie. De LaserWriter kon een complexere pagina-opmaak afdrukken dan de HP Laserjet en andere niet-Postscript-printers. De LaserWriter bood een over het algemeen getrouwe proefdruk voor het voorbereiden van documenten voor publicatie in grote hoeveelheden en kon kleinere hoeveelheden rechtstreeks afdrukken. Hierdoor kende het Mac-platform veel succes in de toenmalige opkomende desktoppublishing industrie, een markt waarin de Mac nog steeds belangrijk is.

## Modellen
Beschikbaar vanaf 1 maart 1985:
- LaserWriter:[3] laserprinter met ondersteuning voor PostScript en AppleTalk.

Beschikbaar vanaf 1 januari 1986:
- LaserWriter Plus:[4] een LaserWriter met 22 extra fonts bovenop de reeds aanwezige 13 fonts.[5]